# Egesina tarsata
Egesina tarsata là một loài bọ cánh cứng trong họ Cerambycidae.